# Foisonnement (géologie)
Pour les articles homonymes, voir Foisonnement.
Le foisonnement est la capacité d'un sol à « gonfler » lorsque sa teneur en eau w augmente.
Ceci revient à évaluer la variation de la masse volumique apparente en fonction de la teneur en eau.
Le foisonnement varie selon la granulométrie du granulat.
{\displaystyle f={\frac {\rho _{app,s}}{\rho _{app,h}}}(w+1)-1}[réf. nécessaire]
- ρapp,s : Masse volumique apparente sèche
- ρapp,h : Masse volumique apparente humide
- w : Teneur en eau

{\displaystyle w={\frac {M_{h}-M_{s}}{M_{s}}}}
- Mh : masse humide du sol ou granulat,
- Ms : masse sèche du sol (ou considéré comme sec, c’est-à-dire ayant passé 24h dans une étuve à 105 °C).

Cette formule peut aussi être exprimée par
{\displaystyle w={\frac {M_{w}}{M_{s}}}}
- Mw : Masse d'eau